# Paul Nevermann
Paul Nevermann, född 5 februari 1902 i Altona, död 22 mars 1979 i Puerto de la Cruz, Teneriffa, var en tysk politiker (SPD). Han var Hamburgs förste borgmästare mellan 1961 och 1965.